# Remate del chiste
El remate del chiste es el cierre de un chiste y está pensado para hacer reír a la gente. Es la tercera y última parte de la estructura típica de un chiste, que sigue a la introducción del chiste y a la narrativa creada para el remate.
En un sentido más amplio, el remate también puede referirse a la conclusión inesperada y divertida de cualquier actuación, situación o historia.

## Etimología
Se desconoce el origen del término. A pesar de que la fórmula cómica que usa el formato clásico «disposición, premisa, remate» estaba bien establecida en el vodevil de principios del siglo XX, el término real, punch line, se documentó por primera vez en la década de 1920; el diccionario Merriam-Webster fija el primer uso en 1921. Hay personas que defienden que el origen del término está relacionado con la revista semanal británica Punch.

## Análisis lingüístico
Victor Raskin, en su teoría semántica del humor basada en el guion, propone una interpretación lingüística de la mecánica de respuesta del remate. El humor se provoca cuando un detonante, contenido en el remate, hace que el público cambie abruptamente su comprensión de la historia de una interpretación primaria (o más obvia) a una interpretación secundaria opuesta. «El remate es el eje sobre el que gira el texto del chiste, ya que indica el cambio entre los guiones [la semántica] necesarios para interpretar [reinterpretar] el texto del chiste». Para generar el humor en el chiste verbal, las dos interpretaciones (es decir, los guiones) deben ser compatibles con el texto del chiste y opuestas o incompatibles entre sí. El psicólogo Thomas R. Shultz amplía, de forma independiente, la teoría lingüística de Raskin en la que incluye «dos etapas de incongruencia: percepción y resolución». Explica que «la incongruencia por sí sola es insuficiente para explicar la estructura del humor. [...] Dentro de este marco, la apreciación del humor se conceptualiza como una secuencia bifásica que implica, primero, el descubrimiento de la incongruencia, y segundo la resolución de esa incongruencia». La resolución es lo que genera la risa.

### Características prosódicas
Hay muchas teorías conocidas acerca de la forma en que la gente expresa los remates, como la que afirma que el remate se emite en un volumen más alto y con un tono más agudo al del discurso anterior, o que se hace una pausa dramática antes de pronunciarlo. Sin embargo, en el ámbito de la creación, al producir narrativa humorística, ninguno de estos cambios se emplea a un nivel estadísticamente significativo. Por el contrario, el tono y la estridencia del remate son comparables a los del final de cualquier narrativa, sea o no humorística.

### Chistes sin remate
Para aclarar mejor la estructura y la función del remate es útil observar algunos tipos de chiste que suprimen o evitan a propósito los remates en su narrativa. Las «historias de perro lanudo» son antichistes muy largos en los que el remate es deliberadamente un anticlímax. Ahí, el humor radica en engañar al público para que espere un chiste típico con remate. En lugar de eso, escuchan pacientemente sin que haya nada divertido y ellos mismos terminan siendo el blanco del chiste.
Otro tipo de antichiste es el chiste sin sentido, que se define por tener «un remate sorprendente o incongruente», que no ofrece ninguna resolución o únicamente una resolución parcial e insatisfactoria. Un ejemplo de esto es el remate del «sin jabón, radio» (no soap radio): «Dos elefantes estaban tomando un baño. Uno dijo: 'Por favor, pásame el jabón'. El otro respondió: 'No hay jabón, radio'». Aquí la resolución prevista para el chiste no existe y el público se convierte en el blanco del mismo (si finge que lo entiende queda en evidencia porque no hay nada que entender; si dice que no lo entiende se burlan de su inteligencia por no haberlo entendido).

## Los ganchos
El chiste contiene una sola historia con un solo remate al final. En el análisis de textos cómicos más largos, se necesita un modelo ampliado para trazar la estructura narrativa. Teniendo esto en cuenta, la teoría general del humor verbal (GTVH, por sus siglas en inglés) se amplió para incluir textos cómicos más largos junto con chistes, utilizando la estructura narrativa GTVH para clasificarlos. Se introdujo el nuevo término jab line (gancho) para designar el humor en el cuerpo de un texto, en contraposición al remate, que siempre se coloca al final. El gancho es funcionalmente idéntico al remate, excepto que puede colocarse en cualquier lugar dentro del texto, no solo al final. «Los ganchos y los remates son semánticamente indistinguibles (...), pero difieren a nivel narrativo». Además, «los ganchos son elementos humorísticos integrados por completo en la narrativa en la que aparecen (es decir, no interrumpen el flujo de la narrativa, porque o son indispensables para el desarrollo de la trama o del texto, o no son antagónicos a ella».
Con la estructura narrativa ampliada del GTVH y esta nueva terminología de los ganchos, la bibliografía y los investigadores del humor tienen ahora un único marco teórico con el cual pueden analizar y trazar cualquier tipo de humor verbal, incluso novelas, cuentos, comedias de situación, obras de teatro, películas y chistes.

## Estructura en tres partes
Los chistes oportunos a menudo están formados en un estilo denominado AAB, según el cual un chiste está compuesto por un conjunto de tres: los dos primeros comparten algún atributo común, y el tercero representa una desviación de ese atributo. Así pues, el tercer elemento en el conjunto —el B— es el remate. 
Rozin ofrece el siguiente ejemplo como muestra de esta estructura:
A  Algunos hombres están a punto de ser ejecutados. El guardia presenta al primer hombre y el jefe del pelotón le pregunta si tiene una última petición. Él dice que no, y el jefe del pelotón anuncia: «¡Preparados! ¡Apunten!» De repente, el hombre grita: «¡Terremoto!» Todo el mundo se sobresalta y mira alrededor. En medio de la confusión, el primer hombre se escapa.
A  El guardia presenta al segundo hombre y el jefe del pelotón le pregunta si tiene una última petición. Él dice que no, y el jefe del pelotón anuncia: «¡Preparados! ¡Apunten!» De repente, el hombre grita: «¡Tornado!» Aprovechando la confusión, el segundo hombre se escapa.
B  A esas alturas, el último hombre lo tiene todo claro. El guardia lo presenta y el jefe del pelotón le pregunta si tiene una última petición. Él dice que no, y el jefe del pelotón anuncia: «¡Preparados! ¡Apunten!» y el último hombre grita: «¡Fuego!».
Según esta teoría, el remate siempre es la desviación, y no importa cuántos casos A ocurran para que haya un remate. No obstante, los chistes que siguen la estructura AAB se consideran más divertidos que sus homólogos AB y AAAB.